# Federacja Wschodnioafrykańska
Federacja Wschodnioafrykańska (suahili: Shirikisho la Afrika Mashariki) – zaproponowana federacja sześciu państw: Burundi, Kenii, Rwandy, Sudanu Południowego, Tanzanii i Ugandy, jako rozwinięcie istniejącej Wspólnoty Wschodnioafrykańskiej. Proces integracji postępuje od 2004 roku i 20 maja 2017 roku zaakceptowano model konfederacyjny jako stadium pośrednie.
30 listopada 2013 roku podpisano porozumienie, na mocy którego do roku 2023 powołany ma zostać bank centralny i wdrożona ma być unia walutowa ze wschodnioafrykańskim szylingiem jako walutą. Na chwilę obecną nie ma ustaleń na temat włączenia Sudanu Południowego w tę unię.

## Geografia i demografia
Mając powierzchnię 2 467 202 km², federacja stałaby się największym państwem na kontynencie afrykańskim i dziesiątym co do powierzchni na świecie. Liczbą ludności rzędu 179 milionów w Afryce ustępowałaby jedynie Nigerii i byłaby na ósmym miejscu ogółem.
Proponowane państwo miałoby łączną granicę lądową długości 9581 km i graniczyłoby z 8 krajami: Sudanem (2158 km), Etiopią (2166 km), Somalią (684 km), Mozambikiem (840 km), Malawi (512 km), Zambią (353 km), Demokratyczną Republiką Konga (1813 km) i Republiką Środkowoafrykańską (1055 km).
Zdecydowana większość kraju charakteryzowałaby się klimatem sawann (Aw) według Klasyfikacji klimatów Köppena. Większymi odstępstwami od tego byłyby: pas stepów (BS) i pustyń (BW) biegnący przez wschodnią Kenię i środkową Tanzanię (Równina Serengeti) oraz okolice gór: Kenia i Kilimandżaro.
Federacja byłaby państwem o wybitnie młodej populacji. Obecnie Uganda, z medianą wieku wynoszącą 15,8 lat jest drugim najmłodszym pod względem wieku mieszkańców krajem na świecie. Najwyższą medianę wieku ma Kenia, gdzie wynosi ona 19,7 lat. W Federacji mediana wieku wynosiłaby 17,8 lat, czyniąc ją 11 najmłodszym państwem świata. Jednocześnie byłaby też państwem słabo rozwiniętym. PKB per capita rzędu 2637 dolarów międzynarodowych dawałoby jej 158. miejsce na świecie.
Pod względem religii Federacja Wschodnioafrykańska byłaby państwem w większości chrześcijańskim. W obecnej Rwandzie i Burundi odpowiednio 94% i 91% populacji deklaruje się jako chrześcijanie. Jedynymi państwami składowymi z liczną mniejszością religijną byłyby Tanzania i Sudan Południowy, gdzie 61% populacji to chrześcijanie. W Tanzanii muzułmanie stanowią 35% populacji, głównie wzdłuż wybrzeża.

## Historia
Pierwszym etapem zjednoczenia było wprowadzenie Wschodnioafrykańskiej Unii Celnej. Inauguracja nastąpiła 31 stycznia 2004 roku jednocześnie  w Dar es Salaam i Nairobi. Założeniami traktatu było zniesienie ceł na eksport z Tanzanii i Ugandy do Kenii, przy zachowaniu ceł na import z Kenii do wyżej wymienionych państw. Cła te miały być każdego roku obniżane o 20 punktów procentowych. Celem takiego rozwiązania było wyrównanie poziomu gospodarczego.
Traktat zakładał utworzenie wspólnego rynku w roku 2010. Zostało to dokonane 1 lipca 2010 roku. Jednocześnie jedynie Rwanda i Kenia posiadały w tym czasie umowy dwustronne pozwalające na swobodę przepływu osób.
W czerwcu 2013 roku prezydent Ugandy Yoweri Museveni, prezydent Kenii Uhuru Kenyatta oraz prezydent Rwandy Paul Kagame powołali w Kampali komitet mający za zadanie przygotowanie planu dojścia do Federacji.
W planach było utworzenie wspólnoty walutowej w 2013 roku i pełnej federacji w 2015, co nie doszło jednak do skutku. W 2014 roku podpisano protokół tworzący wspólnotę walutową, zakładający dziesięcioletni okres konwergencji.
W listopadzie 2016 roku Wspólnota Wschodnioafrykańska zgodziła się na utworzenie stadium pośredniego – konfederacji, zanim utworzona zostanie federacja.
We wrześniu 2018 roku utworzono dwunastoosobowy komitet celem przygotowania wersji roboczej konstytucji Federacji. Konstytucja ma być ukończona w 2021 roku i zacząć obowiązywać w 2023.
Komitet spotkał się na pięciodniowym spotkaniu konsultacyjnym w Burundi w dniach 14–18 stycznia 2020 r., Podczas którego ogłosił, że konstytucja zostanie sporządzona do końca 2021 r. Po zatwierdzeniu projektu przez sześć państw EAC po roku konsultacji, Konfederacja Wschodnioafrykańska zostanie ustanowiona do 2023 r. Mapa drogowa w kierunku pełnej federacji politycznej zostanie szczegółowo omówiona na przyszłych spotkaniach.

## Pierwsza propozycja

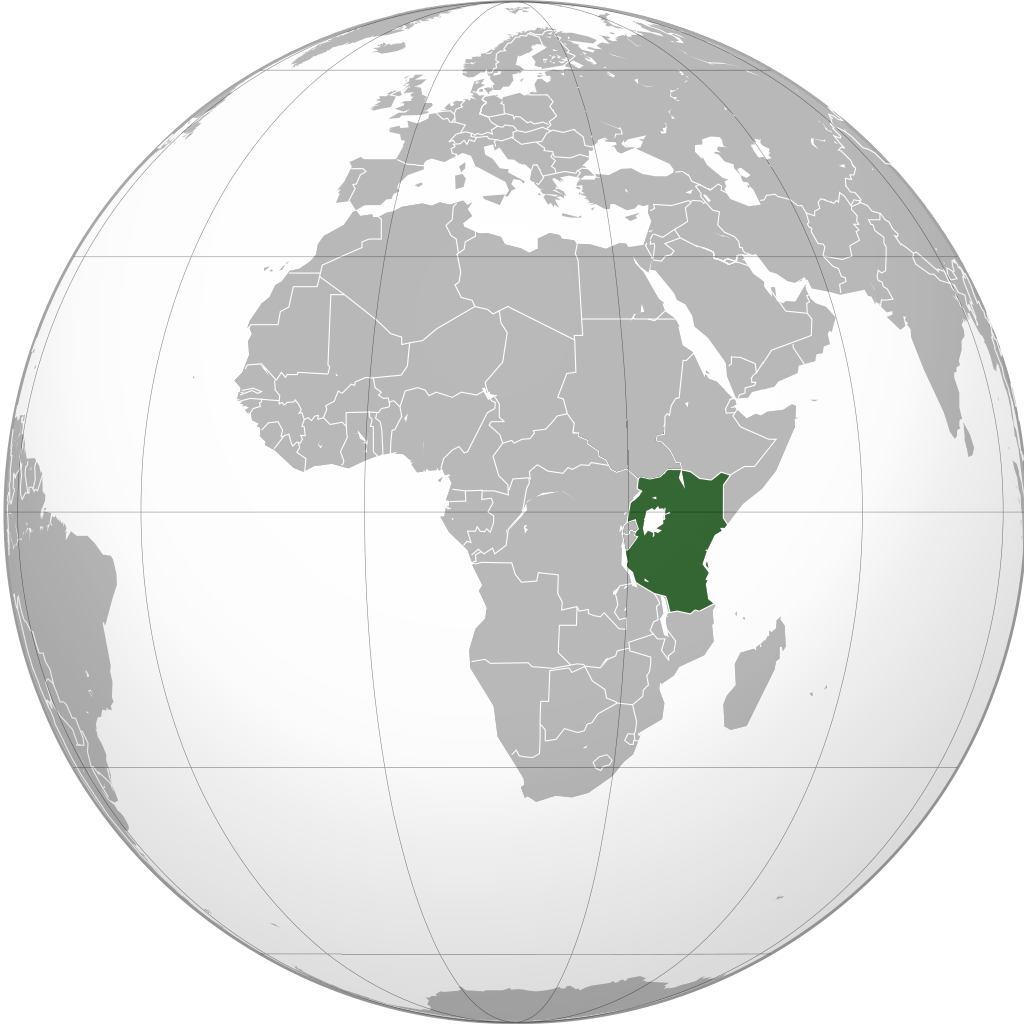
Federacja Wschodnioafrykańska w formie zaproponowanej w latach 60.

Koncepcja federacji terenów wschodnioafrykańskich sięga już czasów kolonialnych. Jednym z orędowników tego projektu był Julius Nyerere, działacz niepodległościowy i późniejszy premier oraz prezydent najpierw Tanganiki, a później Tanzanii. Zaproponował on nawet wstrzymanie deklaracji niepodległości Tanganiki, by kolonie wschodnioafrykańskie mogły ją ogłosić od razu w formie federacji.
W czerwcu 1963 roku Julius Nyerere już jako prezydent Tanganiki, spotkał się z Miltonem Obotem – premierem Ugandy i Jomo Kenyattą – kenijskim działaczem narodowowyzwoleńczym w Nairobi. Tematem spotkania było potencjalne zjednoczenie, które miało nastąpić do końca roku. Państwami związkowymi miały być: Kenia, Tanganika, Uganda i Zanzibar. Kenyatta był nastawiony sceptycznie do propozycji. Później utrzymywał, że prace nad federacją miały być jedynie środkiem do przyśpieszenia uzyskania przez Kenię niepodległości.  Ostatecznie i Kenyatta, i Obote wycofali się z procesu zjednoczeniowego na rzecz Wspólnoty Wschodnioafrykańskiej, przy czym Obote zrobił to z powodu nacisków wewnętrznych ze strony Bugandy.